# Edward Charles Cocks
Edward Charles Cocks (27 juillet 1786 – 8 octobre 1812) est un officier de l'armée britannique et un homme politique.

## Biographie
Fils aîné de John Cocks (1er comte Somers), il est député de Reigate de 1806 à 1812.
De décembre 1808 jusqu'en 1812, il sert pendant la Guerre d'indépendance espagnole, où aux côtés de ses tâches habituelles, il travaille comme un "observant officier". Ces officiers sont chargés de sonder la profondeur derrière les lignes ennemies, afin de recueillir des informations sur l'ennemi. Il est mort, avec le grade de Major, à la tête de ses hommes dans une tentative d'assaut au Siège de Burgos.
Il est un des favoris de son commandant Arthur Wellesley, futur duc de Wellington, qui l'admirait pour sa bravoure et sa forte perception et qui a mal pris la nouvelle de sa mort.